# زروان‌دخت
زروان‌دخت یک شاهزاده ساسانی و شهبانوی خسرو چهارم ارمنستان بود.

## پیش‌زمینه
زروان‌دخت در سده چهارم در تیسفون زاده و بزرگ شد. او دختر شاه ساسانی شاپور دوم (حکومت از ۳۰۹ تا ۳۷۹) و خواهر شاپور سوم (حکومت از ۳۸۳ تا ۳۸۸) بود. دربارهٔ زندگی وی پیش از ازدواج با شاه خسرو چهارم ارمنستان آگاهی‌های کمی در دست است. او در پی ایزد زروان نامیده شده است.

## تقسیم ارمنستان
حملات ساسانیان به ارمنستان در سال ۳۸۷، منجر به مذاکره امپراتور روم تئودئوس یکم و شاهنشاه ساسانی شاپور سوم برای صلح و انعقاد پیمان صلح اسیلیسن شد. این امر باعث شد پادشاهی ارمنستان که در آغاز دست‌نشانده روم بود، میان دو امپراتوری تقسیم شود و ارمنستان غربی تحت حاکمیت روم و ارمنستان شرقی تحت حاکمیت ساسانیان قرار گیرد. سپس در سال ۳۸۷، واپسین شاه ارمنستان غربی، آرشاک سوم (ارشک سوم)، بدون هیچ جانشینی درگذشت. سپس ارمنستان غربی به عنوان یک استان به امپراتوری بیزانس پیوست.
ارمنی‌هایی که در ارمنستان غربی زندگی می‌کردند به ارمنستان شرقی مهاجرت کردند که شامل بسیاری از ناخارارها بودند. ارمنی‌هایی که در ارمنستان شرقی تحت حکومت ساسانی زندگی می‌کردند، از شاپور سوم درخواست یک شاه اشکانی را کردند. شاپور سوم درخواست ارامنه را پذیرفت و با رضایت آن‌ها خسرو چهارم، شاهزاده جوان اشکانی، را به عنوان شاه ارمنستان گماشت. شاپور سوم همچنین پس از انتصاب خسرو چهارم، تاجی بر سر او گذاشت.

## ازدواج
شاپور سوم به عنوان نشانه ای برای حسن نیت و ادب خواهر خود زروان‌دخت را به ارمنستان فرستاد تا با خسرو چهارم ازدواج کند. زروان‌دخت از طریق ازدواج به یک شهبانوی هم‌نشین، رابط شاهنشاهی با خاندان حاکم اشکانی ارمنستان و زنی با نفوذ و قدرتمند در جامعه ارمنستان تبدیل شد. شاپور سوم به خسرو چهارم لشکری بزرگ برای محافظت از ارمنستان و یک آموزگار به نام زیک داد.
زروان‌دخت که پیرو آیین زرتشت، مذهب رسمی دولت ساسانی، بود، با یک پادشاه دست‌نشانده که از نظر مذهبی مسیحی بود، ازدواج کرده بود. مشخص نیست که او نیز مسیحی شده‌ است یا خیر. از رابطه وی با خسرو چهارم دانستنی‌های کمی در دست است. طبق تبارنامه‌های امروزی، زروان‌دخت و خسرو چهارم پدر و مادر دو پسر بودند: تیگران و آرشاک.

## جایگزینی
حسن نیتی که میان خسرو چهارم و شاپور سوم وجود داشت دوام نیاورد؛ چرا که شاپور سوم در سال ۳۸۸ درگذشت. پس از شاپور سوم پسرش بهرام چهارم که برادرزاده زروان‌دخت بود، به تاج‌وتخت رسید. بهرام چهارم در سال ۳۸۹ خسرو چهارم را از تخت سلطنت برکنار کرد و در تیسفون به زندان انداخت. خسرو چهارم بدون مشورت با شاهان ساسانی اقدامات مختلفی را در سرزمین خود انجام می‌داد و بهرام چهارم از او ناراضی بود و می‌پنداشت به او بیش از حد خودش قدرت داده شده بود.
بهرام چهارم در سال ۳۸۹ جانشین خسرو چهارم شد، و برادرش بهرام شاپور به عنوان پادشاه دست‌نشانده اشکانی ارمنستان ساسانی جانشین شد. سرنوشت زروان‌دخت و دو پسرش پس از این لحظه مشخص نیست.